# Balla (Zoda)
Balla è un singolo di Zoda, pubblicato l'11 settembre 2018.

## Video musicale
Per il brano è stato realizzato un video musicale, reso disponibile in concomitanza col singolo.

## Tracce
1. Balla – 3:21

## Classifiche
| Classifica (2018) | Posizione massima |
| ----------------- | ----------------- |
| Italia            | 19                |